# Casimir I van Polen
Casimir (of Kazimierz) I van Polen, bijg. de Restaurator (Krakau, 25 juli 1016 – Poznań, 28 november 1058) was hertog van Polen.
Casimir was de zoon van Mieszko II Lambert en Richeza van Lotharingen. In 1025 werd zijn vader koning van Polen en in 1026 werd hij voor zijn opvoeding naar een klooster gezonden. In 1031 verliet Casimir het klooster en trok naar het hof van zijn oom, de latere aartsbisschop Herman II van Keulen. In Polen ontstond een chaos toen de broers van Mieszko in opstand kwamen en ook keizer Koenraad II probeerde om zijn positie in Polen te versterken. Mieszko werd in 1034 vermoord maar Richeza en Casimir konden pas in 1037 naar Polen trekken om de troon op te eisen. Ze kregen echter te maken met veel tegenstand van de adel en met een anti-christelijke volksopstand, en moesten naar Duitsland vluchten. In 1038 probeerden ze nog een keer om de macht in Polen te verwerven, en ook deze poging mislukte. Casimir moest naar Hongarije vluchten en Richeza ging terug naar Duitsland, zij zou niet meer terugkeren naar Polen. De Poolse Staat desintegreerde volledig: Pommeren en Mazovië waren feitelijk onafhankelijke staten, Silezië werd bezet door Bohemen, de centrale gebieden van Groot-Polen en Klein-Polen werden geplunderd door Břetislav I van Bohemen en  geteisterd door heidense opstanden.
Casimir trok in 1039 naar het hof van keizer Hendrik III en kreeg van hem een leger van 500 ridders en 1000 zwaarbewapende voetsoldaten, en een som geld. Met dit leger trok hij de Oder over en veroverde geleidelijk Groot en Klein-Polen. In 1043 sloot hij ook een bondgenootschap met Jaroslav de Wijze van Kiev, wat werd bezegeld met een dubbel huwelijk: Casimir trouwde met Jaroslav's zuster Dobrognewa van Kiev en Jaroslav's zoon Izjaslav I trouwde met Casimir's zuster Gertrude. Met hulp van Jaroslav kon hij in 1047 ook Mazovië heroveren. Casimir versterkte zijn positie nog verder door zijn zuster Richeza met Béla I van Hongarije te laten trouwen. 
Hendrik III had in 1046 Casimir gedwongen de onafhankelijkheid van Pommeren en de bezetting van Silezië door Bohemen te accepteren. Ook had Hendrik Casimir verboden om zich tot koning te kronen. In 1050 veroverde Casimir desondanks Silezië. Deze situatie werd in 1054 door Hendrik erkend maar hij bepaalde dat Polen als compensatie ieder jaar een schatting in goud en zilver aan Bohemen moest betalen.
Casimir verplaatste de hoofdstad van het zwaar getroffen Gniezno naar Krakau. Hij herstelde de bisdommen van Krakau en Wrocław en stichtte de Wawelkathedraal in Krakau. Ook introduceerde Casimir het feodale stelsel (en heraldiek) in Polen. Hiermee maakte hij een einde aan de situatie dat de militaire macht van de vorst was gebaseerd op de "drużyna" (een door de vorst onderhouden beroepsleger) – wat in die tijd ook zo was in het Kievse Rijk, in Scandinavië en Engeland (de Húskarls).
Casimir trouwde in 1043 (eerdere data worden ook genoemd) met Dobrognewa van Kiev. Zij kregen de volgende kinderen:
- Boleslaw II
- Wladislaus I Herman
- Mieszko (16 april 1045 – 28 januari 1065)
- Otto (ca. 1047 - 1048)
- Swatawa gehuwd met Vratislav II van Bohemen

## Voorouders
| Voorouders van Casimir I van Polen | Voorouders van Casimir I van Polen                                            | Voorouders van Casimir I van Polen                                            | Voorouders van Casimir I van Polen                                            | Voorouders van Casimir I van Polen                                            |
| ---------------------------------- | ----------------------------------------------------------------------------- | ----------------------------------------------------------------------------- | ----------------------------------------------------------------------------- | ----------------------------------------------------------------------------- |
| Overgrootouders                    | Mieszko I van Polen (935-992) ∞ Dubravka van Bohemen (931-977)                | Dobromir van de Lausitz (-) ∞ Emnilda (-)                                     | Herman van Lotharingen (920-996) ∞ Heilwig van Dillingen (–)                  | Keizer Otto II (955-983) ∞ Theophanu (960-991)                                |
| Grootouders                        | Bolesław I van Polen (966-1025) ∞ Emnilda Słowiańska (+/-970-1017)            | Bolesław I van Polen (966-1025) ∞ Emnilda Słowiańska (+/-970-1017)            | Ezzo van Lotharingen (955-1034) ∞ Mathilde van Lotharingen (979-1025)         | Ezzo van Lotharingen (955-1034) ∞ Mathilde van Lotharingen (979-1025)         |
| Ouders                             | Mieszko II Lambert van Polen (990-1034) ∞ Richeza van Lotharingen (1000-1063) | Mieszko II Lambert van Polen (990-1034) ∞ Richeza van Lotharingen (1000-1063) | Mieszko II Lambert van Polen (990-1034) ∞ Richeza van Lotharingen (1000-1063) | Mieszko II Lambert van Polen (990-1034) ∞ Richeza van Lotharingen (1000-1063) |
| Casimir I van Polen (1016-1058)    |                                                                               |                                                                               |                                                                               |                                                                               |